# Вулиця Фонтанна (Маріуполь)
Вулиця Фонта́нна — старовинна вулиця в історичному районі Маріуполя. Має протяжність у східно-західному напрямку і розташована в Центральному районі міста.

## Історичні назви
Найменування вулиць в невеликому на той час історичному центрі Маріуполя відбулось 1876 року. Невелика за протяжністю на той час вулиця на північній околиці отримала назву Фонтанна 28 вересня 1876 року. Назва була функціональною, бо вулиця на околиці вела до великого фонтану, де було головне джерело питної води для мешканців невеликого міста. Навіть коли місто отримало водогін, а великий фонтан був ліквідований, назва «Фонтанна» залишилась .
За часів СРСР носила назву вулиця Івана Франко. Історична назва «Фонтанна» повернута на початку 1990-х рр.

## Історія збільшення вулиці
На плані міста за 1811 р. на вул. Фонтанній позначено всього декілька житлових будинків. Лише 1889 року за нею розпланували вулицю Євпаторійську, а забудову на Фонтанній протягли до вулиці Костянтинівської. 1903 року Фонтанну потягли до вулиці Бахмутської. На початок 21 ст. Фонтанна простяглась до вулиці Писарева, де і закінчується. Смішна особливість в тому, що на вулиці Фонтанній донині нема жодного фонтану.

## Деякі об'єкти вулиці
Це був тихий і спальний район і в 19 столітті, бо важливі транспортні магістралі та урядові заклади перебрали на себе сусідні вулиці (Торгова, Миколаївська, Куїнджі, проспект Металургів).
Фонтанна зберігає низку будинків в історичному стилі сецесія, серед них і будинок № 11, будинок № 44 (на фронтоні позначка 1911 р.)
Недовгий час вулиця Фонтанна мала урядові функції. В будинку № 53 мешкав разом із родиною Миколай Комаровський, котрого німецькі загарбники призначили на посаду бургомістра міста. Рятуючи власне життя і життя своєї родини, Комаровський покинув місто 1943 року. У спорожнілий будинок Комаровського по війні вселився Молотовський райком комуністичної партії (в майбутньому райком Жовтневого району).
Будинок № 87 на перетині Фонтанної та проспекту Металургів — найкраща світська двоповерхова споруда в стилі сецесія в місті Маріуполь , пам'ятка архітектури, передана міліції. Вище чоловіче навчальне училище, відкрите ще 1912 року. За часів СРСР — освітня школа № 5, нині — міліція.
- БЦ «Галакс» 2-й корпус (буд. 70)
- кафе «Артана» (буд. 71)
- паспортний стіл Центрального району (буд. 73);
- готель Mari hotel (буд. 76);
- відділення «Нової пошти» (буд. 77);
- магазин «Мото» (буд. 78);
- відділення «Дельта-Банку» (буд. 80)
- відділення поліції Центрального району Маріуполя (буд. 87)

## Перетин з іншими вулицями
- Торгова
- Харлампіївська
- Грецька
- А. Куїнджі
- Архітектора Нільсена
- Проспект Металургів
- Писарева

Фактично вулицю можна поділити на дві ділянки. Від проспекту Металургів до вулиці Архіпа Куїнджі — діловий центр міста. Щоправда ділянка між проспектом Металургів та вулицею Архітектора Нільсена закрита для автотранспорту через відділення поліції на цьому відтинку.
Від вулиці А. Куїнджі до Торгової типова одноповерхова забудова старого Маріуполя.